# Diferenciación (sociología)
Diferenciación es un término en teoría de sistemas. Desde el punto de vista de esta teoría, la característica principal de la sociedad moderna es el aumento del proceso de diferenciación del sistema como una forma de lidiar con la complejidad de su entorno. Esto se logra mediante la creación de subsistemas en un esfuerzo por copiar dentro de un sistema la diferencia entre este y el entorno. El proceso de diferenciación es un medio para aumentar la complejidad de un sistema, ya que cada subsistema puede hacer conexiones diferentes con otros subsistemas. Permite una mayor variación dentro del sistema para responder a la variación en el entorno. La mayor variación facilitada por la diferenciación no solo permite mejores respuestas al entorno, sino que también permite una evolución más rápida (o quizás una evolución sociocultural), que se define sociológicamente como un proceso de selección de la variación. Cuanta más diferenciación (y, por lo tanto, variación) esté disponible, mejor será la selección: 95-96

## Introducción
Talcott Parsons fue el primer gran teórico en desarrollar una teoría de la sociedad que consiste en un subsistema funcionalmente definido, que emerge desde un punto de vista evolutivo a través de un proceso de diferenciación cibernético. Niklas Luhmann, quien estudió con Talcott Parsons, tomó el modelo de este último y lo cambió de manera significativa. Parsons consideraba a la sociedad como las actividades combinadas de sus subsistemas dentro de la lógica de una jerarquía cibernética. Para Parsons, aunque cada subsistema (por ejemplo, su esquema AGIL cuatripartito clásico o paradigma AGIL) tendería a tener tendencias autorreferenciales y seguiría un camino relacionado de diferenciación estructural, ocurriría en una comunicación interpenetrativa constante con los otros subsistemas y el equilibrio histórico interpenetrativo entre varios subsistemas que pondría fin al grado relativo en que se produciría o no la diferenciación estructural entre subsistemas. 
En contraste con Luhmann, Parsons destacaría que aunque cada subsistema tenía capacidades autorreferenciales y tenía una lógica interna propia (en última instancia, se encontraba en el mantenimiento de patrones de cada sistema) en la realidad histórica, la interacción real, la comunicación y la capacidad mutua entre los subsistemas era crucial no solo para cada subsistema sino también para el desarrollo general del sistema social (y / o "sociedad"). En la historia real, Parsons sostuvo que la fuerza histórica relativa de varios subsistemas (incluido el equilibrio interpenetrativo de los subsistemas de cada subsistema) podría bloquear o promover las fuerzas de diferenciación del sistema. En general, Parsons opinó que la principal cuestión del bloqueo y promoción del "guardián" se encontraba en la codificación histórica del sistema cultural, incluidas las "tradiciones culturales" (que Parsons, en general, consideraba parte del llamado "Sistema fiduciario" (que facilitó el epicentro que define normativamente la comunicación y el modo histórico de institucionalización entre el sistema cultural y el sistema social). (Por ejemplo, el islam ha sido transferido como un patrón cultural a varios sistemas sociales (Egipto, Irán, Túnez, Yemen, Pakistán, Indonesia, etc.) que dependen de la forma particular en que se han codificado los símbolos de valor islámicos centrales dentro de cada sistema fiduciario particular (que nuevamente depende de una serie de diversos factores sociales y relacionados con la historia). 
En el ámbito de las tradiciones culturales Parsons se centró especialmente en la influencia de las principales religiones del mundo, pero también mantiene que en el curso del proceso de racionalización general en el mundo y el proceso de secularización relacionado, la estructura de esquema de valores de los sistemas religiosos y "mágicos" se transformaría gradualmente en ideologías políticas, doctrinas de mercado, sistemas de folklore, estilos de vida sociales y movimientos estéticos (y así sucesivamente). Esta transformación que Parsons sostiene no fue tanto la destrucción de los esquemas de valores religiosos (aunque tal proceso también podría ocurrir) sino que en general fue la forma en que los valores "religiosos" (y en un sentido más amplio "constitutivos") tenderían a moverse de una "representación" religiosa-mágica y primordial a una más secularizada y más "moderna" en su expresión institucionalizada y simbólica; esto volvería a coincidir con la creciente independencia relativa de los sistemas de simbolización expresiva frente a las líneas de diferenciación cognitivas y evaluativas (por ejemplo, el movimiento del poder de las flores en los años 60 y principios de los 70 sería un momento particular en este mayor impacto en factores de la simbolización expresiva en el modo interpenetrativo general del sistema social. 
El avance de la música rock en la década de 1950 y la expresividad sensual de Elvis sería otro ejemplo, por la forma en que la simbolización expresiva tendería a aumentar su impacto vis-a-vis con respecto a otros factores de la diferenciación del sistema, que de nuevo según Parsons, era parte de la lógica evolutiva más profunda, que en parte estaba relacionada con el mayor impacto de la función de fijación de objetivos del sistema cultural y, al mismo tiempo, se relacionaba con el factor incrementado del individualismo institucionalizado, que se ha convertido en un rasgo fundamental de la modernidad histórica). 
Luhmann tiende a afirmar que cada subsistema tiene "unidades" autopoeíticas propias. En lugar de reducir la sociedad en su conjunto a uno de sus subsistemas, es decir Karl Marx y la economía, o Hans Kelsen y la ley, Luhmann basan su análisis en la idea de que la sociedad es un sistema de auto-diferenciación que, para alcanzar el dominio de un entorno que siempre es más complejo que él, aumentará su propia complejidad a través de la proliferación de subsistemas. Aunque Luhmann afirma que la sociedad no puede reducirse a ninguno de sus subsistemas, sus críticos sostienen que sus suposiciones autopoeíticas hacen imposible "constituir" una sociedad y que la teoría de Luhmann es intrínsecamente contradictoria. La "religión" es más extensa que la iglesia, la "política" trasciende el aparato gubernamental, y la "economía" abarca más que la suma total de organizaciones de producción.

## Niklas Luhmann
Artículo principal: Niklas Luhmann
Niklas Luhmann (8 de diciembre de 1927 - 6 de noviembre de 1998) fue un sociólogo y "teórico de los sistemas sociales" alemán, así como uno de los pensadores modernos más destacados de la teoría de sistemas sociológicos. Luhmann nació en Lüneburg, Alemania, estudió Derecho en la Universidad de Friburgo de 1946 a 1949, en 1961 fue a Harvard, donde conoció y estudió con Talcott Parsons, el teórico del sistema social más influyente del mundo. En años posteriores, Luhmann desestimó la teoría de Parsons, desarrollando un enfoque rival propio. Su obra magna, Die Gesellschaft der Gesellschaft ("La Sociedad de la Sociedad"), apareció en 1997 y desde entonces ha sido objeto de muchas revisiones y críticas.

## Tipos de diferenciación
Según Luhmann hay cuatro tipos de diferenciación: segmentación, estratificación, centro-periferia y funcional.

### Diferenciacion segmentaria
La diferenciación segmentaria divide partes del sistema en función de la necesidad de cumplir funciones idénticas una y otra vez. Por ejemplo, un fabricante de automóviles puede tener fábricas funcionalmente similares para la producción de automóviles en muchos lugares diferentes. Cada lugar está organizado de la misma manera; cada uno tiene la misma estructura y cumple la misma función: producir automóviles.: 96

### Diferenciacion estratificatoria
La diferenciación estratificatoria o la estratificación social es una diferenciación vertical según el rango o estado en un sistema concebido como una jerarquía. Cada rango cumple una función particular y distinta en el sistema, por ejemplo, el presidente de la empresa manufacturera, el gerente de la planta, llegando hasta el trabajador de la línea de ensamblaje. En la diferenciación segmentaria, la desigualdad es una variación accidental y no cumple una función esencial, sin embargo, la desigualdad es sistémica en la función de los sistemas estratificados. Un sistema estratificado está más preocupado por los rangos más altos (presidente, gerente) que por los rangos más bajos (trabajador de ensamblaje) con respecto a la "comunicación influyente". Sin embargo, los rangos dependen unos de otros y el sistema social colapsará a menos que todos los rangos se den cuenta de sus funciones. Este tipo de sistema tiende a necesitar los rangos más bajos para iniciar el conflicto con el fin de cambiar la comunicación influyente a su nivel.: 97

### Diferenciación centro-periferia
La diferenciación centro-periferia es un vínculo entre segmentario y estratificante; un ejemplo es, nuevamente, las empresas de automóviles pueden haber construido fábricas en otros países, sin embargo, la sede de la compañía sigue siendo el centro de la sociedad, en la medida en que controle, las fábricas periféricas.: 98

### Diferenciacion funcional
La diferenciación funcional es la forma que domina a la sociedad moderna y también es la forma más compleja de diferenciación. Todas las funciones dentro de un sistema se asignan a una unidad o sitio en particular. Nuevamente, citando a la empresa automotriz como ejemplo, puede ser "funcionalmente diferenciada" por departamentos, con departamentos de producción, administración, contabilidad, planificación, personal, etc. La diferenciación funcional tiende a ser más flexible que la estratificatoria, pero como un sistema estratificado depende de todos los rangos, en un sistema funcional, si una parte no cumple con su tarea, todo el sistema tendrá grandes dificultades para sobrevivir. Sin embargo, siempre que cada unidad pueda cumplir su función separada, las unidades diferenciadas se vuelven en gran parte independientes. Los sistemas funcionalmente diferenciados son una mezcla compleja de interdependencia e independencia. Por ejemplo, la división de planificación puede depender de la división de contabilidad para los datos económicos, pero mientras los datos se recopilen con precisión, la división de planificación puede ignorar la metodología involucrada para recopilar los datos.

### Código
El código es una forma de distinguir los elementos dentro de un sistema de aquellos elementos que no pertenecen a ese sistema. Es el lenguaje básico de un sistema funcional. Algunos ejemplos son: la verdad para el sistema científico, el pago para el sistema económico, la legalidad para el sistema legal. Su propósito es limitar los tipos de comunicación permisible. Según Luhmann, un sistema solo entenderá y usará su propio código, y no entenderá ni usará el código de otro sistema. No hay manera de importar el código de un sistema a otro porque los sistemas están cerrados y solo pueden reaccionar a las cosas dentro de su entorno.: 100

## Entendiendo el riesgo de complejidad
Se ejemplifica que en la diferenciación segmentaria, si un segmento no cumple su función, no afecta ni amenaza al sistema más amplio. Si una planta automotriz en Míchigan detiene la producción, esto no amenaza el sistema en general o las plantas en otros lugares. Sin embargo, a medida que aumenta la complejidad, también aumenta el riesgo de fallo del sistema. Si una estructura de clasificación en un sistema estratificado falla, amenaza al sistema; un sistema Centro-Periferia podría verse amenazado si la medida de control, o el Centro / Sede, fallara; y en un sistema funcionalmente diferenciado, debido a la existencia de interdependencia a pesar de la independencia, la falla de una unidad causará un problema para el sistema social, lo que posiblemente lleve a su ruptura. El crecimiento de la complejidad aumenta las capacidades de un sistema para lidiar con su entorno, pero la complejidad aumenta el riesgo de una falla del sistema. Es importante tener en cuenta que los sistemas más complejos no excluyen necesariamente los sistemas menos complejos, en algunos casos, el sistema más complejo puede requerir la existencia del sistema menos complejo para funcionar.